# Vanishing Trails
Vanishing Trails er en amerikansk stumfilm fra 1920 af Leon De La Mothe.

## Medvirkende
- Franklyn Farnum som Joe
- Mary Anderson som Lou
- L. M. Wells som William Stillman
- Duke R. Lee som Steve Durant
- Harry Lonsdale som Grandon
- Vester Pegg som Rankin
- William Orlamond
- Pedro León som Bully Drake
- Bud Osborne som Skip Brandt